# نيكولا فاسيليتش
نيكولا فاسيليتش هو لاعب كرة قدم صربي في مركز الهجوم، ولد في 30 يناير 1989 في بلغراد في صربيا. لعب مع سان أنتونيو سكوربيونز.

## وصلات خارجية
- نيكولا فاسيليتش على موقع قاعدة بيانات كرة القدم.إي يو (الإنجليزية)
- نيكولا فاسيليتش على موقع Soccerway.com (الإنجليزية)